# Marcustrac
Marcustrac, även kallad kyrkogårdstruck och Marcustruck, framtogs i mitten av 1960-talet av Bror Marcusson för att användas bland annat inom väg- och banskötsel. Modellen finns i en mängd olika varianter, till exempel som sopbil och flakmoped. Den byggdes i en mekanisk fabrik i Kristinehamn.